# Українсько-канадський осередок опіки

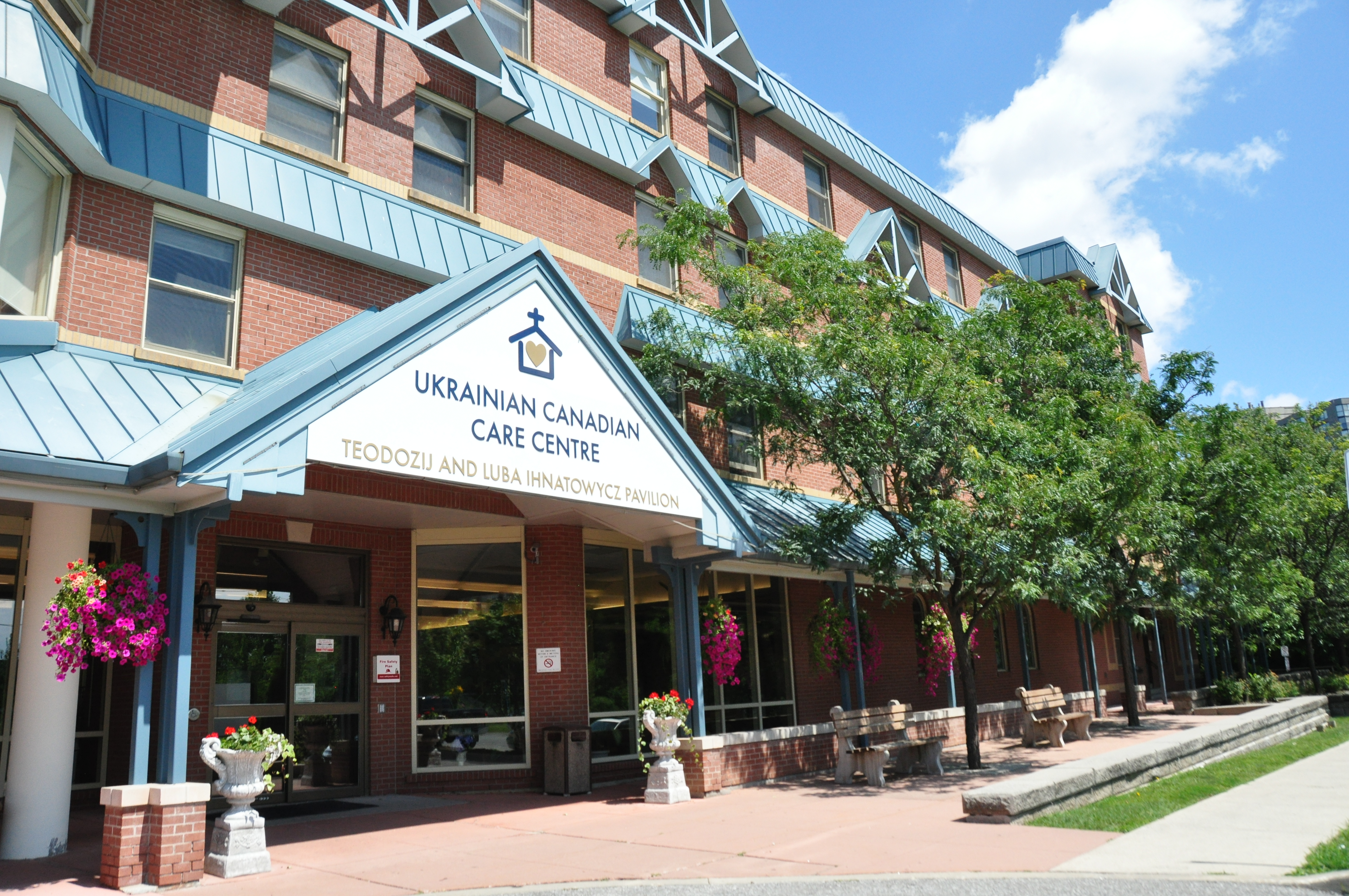
Українсько-канадський осередок опіки в Торонто, вхід

Украї́нсько-кана́дський осере́док опі́ки — дім довгострокової опіки для канадських українців похилого віку в місті Торонто, в якому його літнім мешканцям дано нагоду користуватися підтримкою та послугами лікарів, медсестер, фізіотерапевта, фармацевта та працівників суспільної служби в атмосфері, котра сприяє їхнім культурним та духовним потребам. Осередок відкрив двері ще в 1996 році 315-и українцям, потребуючим допомоги та персональних послуг у курсі свого щоденного пенсіонерського життя. 
Українсько-канадський осередок опіки — одна із будівель «українського кампусу», створеного під керівництвом священника УГКЦ, настоятеля церкви Св. Димитрія о. Івана Татарина. Поряд з українською греко-католицькою парафією Св. Димитрія розташовано Святодимитріївську резиденцію для сеньйорів та Українську католицьку школу Св. Димитрія. Осередок, в якому обслуговчий персонал докладає зусиль, щоб життя мешканців зробити настільки затишними, наскільки це можливо, остається остаточно домом для колись суспільно-активних, а зараз немічних громадян українського Торонта. 
Українсько-канадський осередок опіки люб'язно звуть «Дім із серцем». У 2016 році осередок відзначив своє 20-ліття.

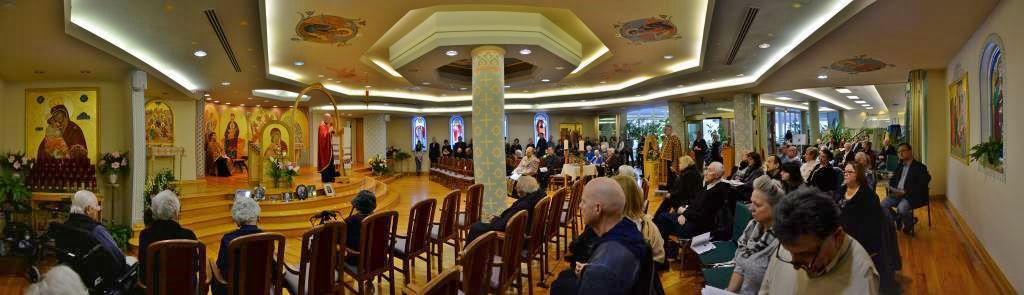
Відправа в капличці осередку

## Інтернет-ресурси
Українсько-канадський осередок опіки [Архівовано 7 квітня 2014 у Wayback Machine.] (англ.)